# Случај Алталена
Случај Алталена је био насилни обрачун који се догодио у јуну 1948. између нове, израелске војске и паравојне јеврејске формације Иргун. Конфронтација се догодила око теретног брода Алталена, који је превозио оружје и борце за Иргун.
До међујеврејског сукоба око брода Алталена у којем је погинуло више од осамдесет људи дошло је услед Првог израелско-арапског рата. Међујеврејски грађански рат спречен је након што је водство Иргуна прихватило заједничко заповедништво под премијером Бен Гурионом. Међутим, међујеврејско проливање крви бацило је сену на израелску унутрашњу политику. Последице овог догађаја су се осећала годинама касније, а у односима израелске левице и деснице и деценијама касније.